# ام‌وی اران
ام‌وی اران (به انگلیسی: MV Arran) یک کشتی بود که طول آن ۱۸۶ فوت (۵۷ متر) بود. این کشتی در سال ۱۹۵۳ ساخته شد.